# Världsmästerskapen i skidskytte 1983
De 20:e Världsmästerskapen i skidskytte avgjordes i Antholz, Italien mellan 23 februari och 27 februari 1983.
Till och med 1983 anordnades världsmästerskap i skidskytte endast för herrar.

## Medaljfördelning
| Placering | Land          | Guld | Silver | Brons | Totalt |
| --------- | ------------- | ---- | ------ | ----- | ------ |
| 1         | Östtyskland   | 1    | 2      | 0     | 3      |
| 2         | Norge         | 1    | 0      | 1     | 2      |
| 3         | Sovjetunionen | 1    | 0      | 0     | 1      |
| 4         | Västtyskland  | 0    | 1      | 1     | 2      |
| 5         | Österrike     | 0    | 0      | 1     | 1      |